# Montanaso Lombardo
Montanaso Lombardo es una localidad y comune italiana de la provincia de Lodi, región de Lombardía, con 1.524 habitantes.

## Evolución demográfica
| Gráfica de evolución demográfica de Montanaso Lombardo entre 1861 y 2001 |
|                                                                          |
| Fuente ISTAT - elaboración gráfica de Wikipedia                          |